# Jasmin Hekmati
Jasmin Hekmati (* 16. Dezember 1976 in Teheran) ist eine deutsch-iranische Redakteurin, Reporterin, Fernsehmoderatorin und Kochbuchautorin.

## Leben
Jasmin Hekmati wuchs als Tochter einer Deutschen und eines Iraners in Deutschland auf. Sie ist verheiratet, hat zwei Kinder und lebt in Mainz.

## Ausbildung
Hekmati studierte Islamwissenschaft und Nahost-Studien an den Universitäten Mainz, Damaskus und an der  SOAS, einem College der Universität London. Während des Studiums sammelte sie als freie Mitarbeiterin erste journalistische Erfahrungen beim ZDF.

## Karriere
Nach ihrem Studium war Jasmin Hekmati Trainee beim ZDF. Seit 2005 ist sie in der ZDF-Hauptredaktion Politik und Zeitgeschehen tätig und arbeitet vorwiegend als Redakteurin und Reporterin für die Sendungen heute – in Europa und auslandsjournal. Hekmati moderiert seit 2006 das auslandsjournal extra sowie die Sendung heute – in Europa.

## Buchveröffentlichung
- Das vegane Familienkochbuch. Gesunde Lieblingsgerichte für Groß und Klein. Ars vivendi, Cadolzburg 2015, ISBN 978-3-869134-99-4